# Липовка (Ібресинський район)
Ли́повка (рос. Липовка, чув. Çăкалăх) — селище у складі Ібресинського району Чувашії, Росія. Входить до складу Малокармалинського сільського поселення.
Населення — 409 осіб (2010; 388 у 2002).
Національний склад:
- чуваші — 96 %